# Ермаковский район
Ермако́вский район — административно-территориальная единица (район) и муниципальное образование (муниципальный район) в южной части Красноярского края России.
Административный центр — село Ермаковское.
Район является одним из туристских центров Красноярского края.

## География

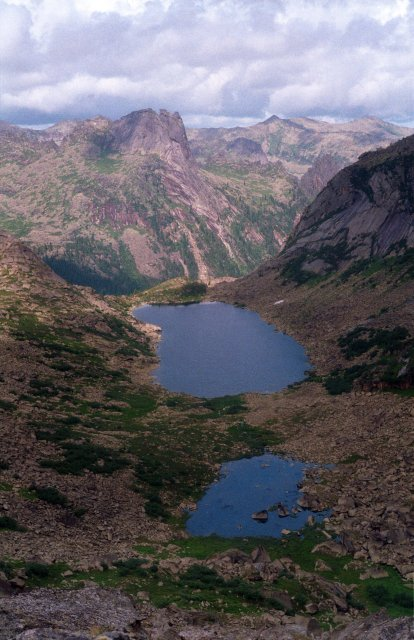
Озеро Горных Духов, хребет Ергаки

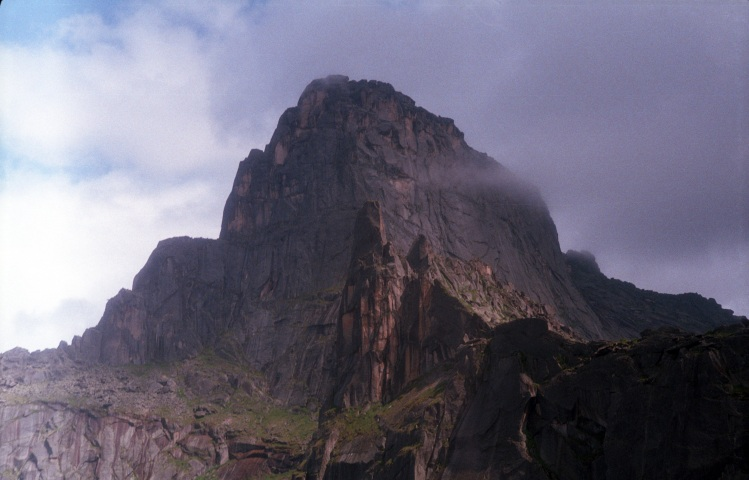
Западный Саян, хребет Ергаки, пик Звёздный

Ермаковский район расположен в южной части Красноярского края, в бассейне правых притоков реки Енисей — рек Ус и Оя. Площадь района — 17.652 км², протяжённость с севера на юг — 185 км, с запада на восток — 205 км. На юге Ермаковский район граничит с республикой Тыва, на севере и западе — с Шушенским районом, на востоке — с Каратузским районом Красноярского края.
Бо́льшая часть территории района расположена в центре Западно-Саянских гор.
Высота над уровнем моря в северной части района колеблется от 200 до 400 метров. В южной части располагаются высокие горные хребты Западных Саян — Кулумыс, Ойский, Араданский, Куртушибинский, Ергаки, Мирской, Метугул-Тайга и другие. Их средняя высота 1000—1500 метров. Высшая точка района (ок. 2600 метров) находятся на левом берегу Енисея, на отрогах Осевого Саянского хребта.
Территория Ермаковского района почти не затронута хозяйственной деятельностью, здесь располагаются Государственный природный биосферный заповедник «Саяно-Шушенский», природный парк «Ергаки», который заслуженно называют жемчужиной Сибири, 1 заказник и 7 памятников природы краевого значения.

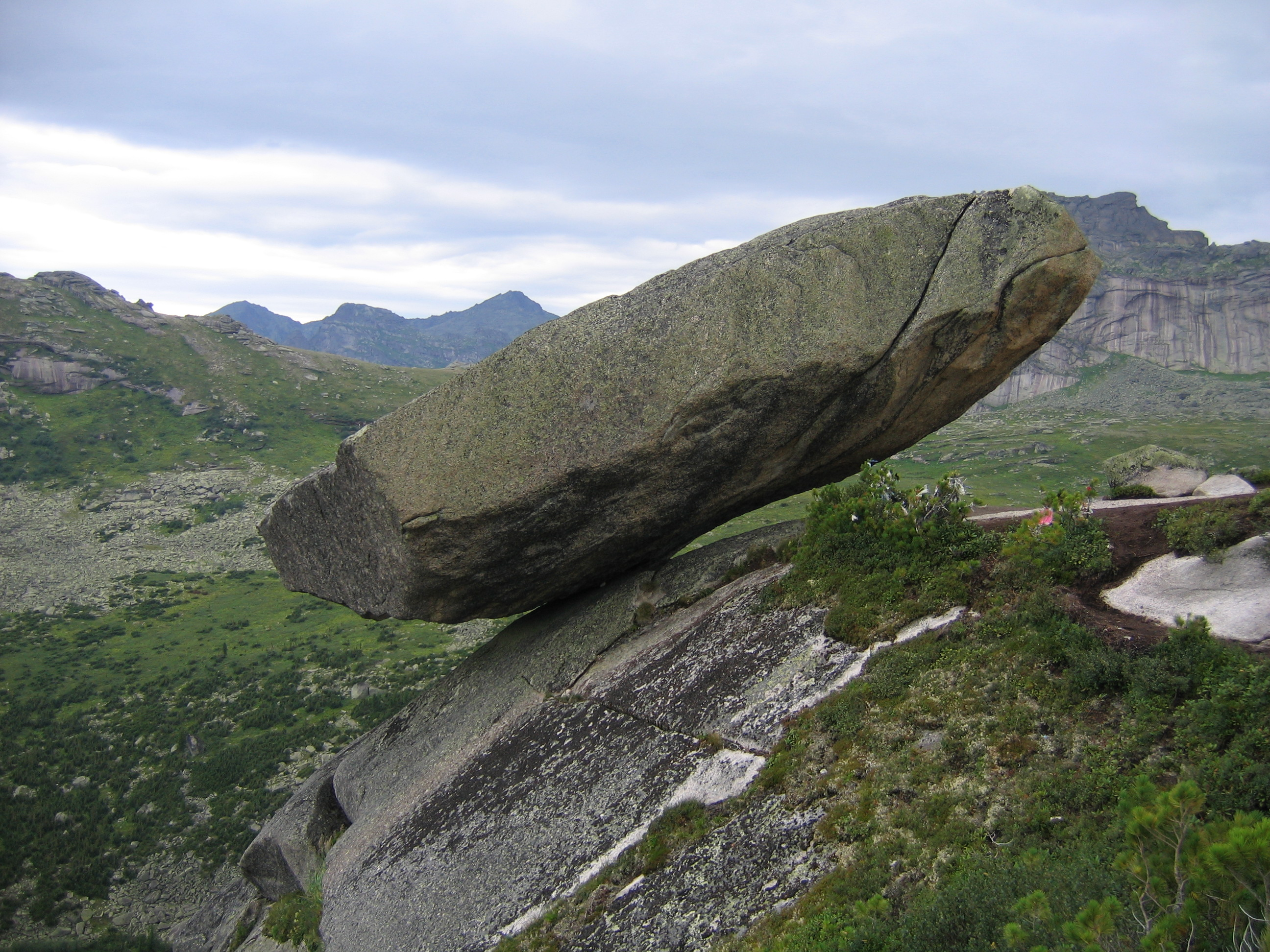
Западный Саян, хребет Ергаки, Висячий камень

Горный хребет Ергаки — это уникальное, прежде всего, по красоте место на стыке Западного и Восточного Саян. Высшая точка хребта — пик «Звёздный» — 2265 м, расположен в пределах Ермаковского района.
В межгорных котловинах Саян встречается много озёр. У подножья пиков «Братья» расположены два красивейших озера — «Озеро Художников» и «Озеро Горных Духов».
Ещё одна достопримечательность парка — «Висячий камень» — обломок скалы, нависший над озером «Радужное». Его объём порядка 180 м³, вес порядка 540 тонн.
Богатство и разнообразие природных объектов позволяют району развиваться как одному из туристских центров края.
Сопредельные территории:
- северо-восток и восток: Каратузский район
- юго-восток и юг: Республика Тыва
- запад и северо-запад: Шушенский район

## История
Район образован 4 апреля 1924 года. 5 января 1944 года часть территории Ермаковского района была передана в новый Шушенский район. В 1956 году был присоединён Усинский район. 1 февраля 1963 года Ермаковский район был упразднён, 30 декабря 1966 — восстановлен.
В 2002 году на юге района разбился вертолёт Ми-8 губернатора Красноярского края Александра Лебедя. В катастрофе погибло 8 человек, среди них — сам Александр Лебедь.

## Население
| 1995    | 2000    | 2001    | 2002    | 2003    | 2004    | 2005    |
| ------- | ------- | ------- | ------- | ------- | ------- | ------- |
| 25 200  | ↘23 700 | ↘23 400 | ↘23 202 | ↘22 700 | ↘22 100 | ↗22 500 |
| 2007    | 2009    | 2010    | 2011    | 2012    | 2013    | 2014    |
| ↘20 900 | ↘20 343 | ↗20 918 | ↘20 800 | ↘20 423 | ↘20 192 | ↘19 939 |
| 2015    | 2016    | 2017    | 2018    | 2019    |         |         |
| ↘19 889 | ↘19 716 | ↘19 532 | ↘19 334 | ↘19 155 |         |         |

## Административное устройство
В рамках административно-территориального устройства район включает 14 административно-территориальных единиц — 14 сельсоветов.
В рамках муниципального устройства, в муниципальный район входят 14 муниципальных образований со статусом сельских поселений.:
| №  | Сельское поселение        | Административный центр | Количество населённых пунктов | Население | Площадь, км2 |
| -- | ------------------------- | ---------------------- | ----------------------------- | --------- | ------------ |
| 1  | Араданский сельсовет      | посёлок Арадан         | 2                             | 294       |              |
| 2  | Верхнеусинский сельсовет  | село Верхнеусинское    | 4                             | 1622      |              |
| 3  | Григорьевский сельсовет   | село Григорьевка       | 2                             | 750       |              |
| 4  | Ермаковский сельсовет     | село Ермаковское       | 4                             | 9167      |              |
| 5  | Жеблахтинский сельсовет   | село Жеблахты          | 1                             | 566       |              |
| 6  | Ивановский сельсовет      | село Ивановка          | 1                             | 421       |              |
| 7  | Мигнинский сельсовет      | село Мигна             | 2                             | 1029      |              |
| 8  | Нижнесуэтукский сельсовет | село Нижний Суэтук     | 1                             | 826       |              |
| 9  | Новополтавский сельсовет  | село Новополтавка      | 1                             | 479       |              |
| 10 | Ойский сельсовет          | посёлок Ойский         | 1                             | 1054      |              |
| 11 | Разъезженский сельсовет   | село Разъезжее         | 2                             | 734       |              |
| 12 | Салбинский сельсовет      | село Салба             | 1                             | 542       |              |
| 13 | Семенниковский сельсовет  | село Семенниково       | 1                             | 692       |              |
| 14 | Танзыбейский сельсовет    | посёлок Танзыбей       | 4                             | 1356      |              |

В 1989 году из Жеблахтинского сельсовета выделен Ивановский сельсовет.
В 1997 году из Ойского сельсовета выделен Салбинский сельсовет.

### Населённые пункты
В Ермаковском районе 27 населённых пунктов.
В сносках к названию населённого пункта указана административно-территориальная принадлежность

| Ермаковское    | ↘8557 |
| Танзыбей       | ↘1463 |
| Верхнеусинское | ↘1393 |
| Мигна          | ↘1155 |
| Ойский         | ↘1054 |
| Нижний Суэтук  | ↘826  |
| Семенниково    | ↘692  |
| Григорьевка    | ↘642  |
| Разъезжее      | ↘631  |
| Жеблахты       | ↘566  |

| Салба         | ↘542 |
| Новополтавка  | ↘479 |
| Ивановка      | ↘421 |
| Нижнеусинское | ↘392 |
| Николаевка    | ↘352 |
| Новоозёрный   | ↘305 |
| Арадан        | ↗278 |
| Песочный      | ↘186 |
| Большая Речка | ↘184 |
| Верхний Кебеж | ↗133 |

| Чёрная Речка | ↘48 |
| Покровка     | ↘38 |
| Вознесенка   | ↘36 |
| Червизюль    | ↘25 |
| Маралсовхоз  | ↘17 |
| Маральский   | 7   |
| Усть-Золотая | ↘2  |

Упразднённые населённые пункты:
- 2005 год — поселок Иджим Араданского сельсовета, село Гагуль и поселок Усть-Уса Верхнеусинского сельсовета[37]
- 2018 год — поселок Терешкино.

## Экономика
Основная отрасль специализации района — сельское хозяйство.
Крупные предприятия района:
- ТОО «Стандарт» — производство хлеба и хлебобулочных изделий
- ЗАО «Ермакуголь» — производство холстопрошивного полотна
- АООТ «Ермаковский ДОК» — производство пиломатериалов
- ОАО «Лесозаготовки и переработки» — заготовка и переработка древесины
- ООО ПКФ «Содружество и Ко» — глубокая переработка древесины

Транспорт
Через территорию района проходит трасса федерального значения М54 «Енисей». Расстояние до г. Красноярска — 510 км, до ближайшей ж/д станции Минусинск — 75 км, до аэропорта Шушенское — 30 км.

## Культура
На территории района работают 20 библиотек, 18 домов культуры, Музей природы, филиал Государственного историко-этнографического музея-заповедника «Шушенское», Детская школа искусств, Художественная галерея, 7 народных коллективов, 1 образцовый коллектив, спортивный комплекс, стадион.

## Образование
В систему образования района входят:
15 средних общеобразовательных школ, 2 основные школы, 1 начальная школы, 14 дошкольных образовательных учреждений, Детский дом, 5 учреждений дополнительного образования, 1 межшкольный учебный комбинат , 1 учреждение средне-специального образования (филиал Казанцевского СПТУ-44).

## Здравоохранение
В систему здравоохранения района входят:
ЦРБ (центральная районная больница), участковая больница, 14 фельдшерско-акушерских пунктов, 5 амбулаторно-диагностических пунктов, 9 аптек и аптечных киосков.

## Топографические карты
- Лист карты N-46-136 р  Ала-аян. Масштаб: 1 : 100 000. Состояние местности на 1975 год. Издание 1986 г.
- Лист карты M-46-4 гора  Хорум-таскыл. Масштаб: 1 : 100 000. Состояние местности на 1984 год. Издание 1993 г.